# 風行者M96狙擊步槍
風行者M96（英語：Windrunner M96，又譯：追風M96）是一款由美国槍械設計師威廉·里奇（英語：William Ritchie）所設計、他所持有的公司EDM武器公司所生產的旋转后拉式枪机及彈匣供彈式狙擊步槍（反器材步槍），M96型發射12.7×99毫米北約口徑（.50 BMG）步枪子彈，而其衍生型M98型發射.338拉普麥格農（.338 Lapua Mag，8.6×70毫米或8.58×70毫米）口徑步枪子彈。

## 概述
儘管風行者系列步槍外形很簡陋，據EDM公司的官方資料宣稱其精度很高。
風行者系列步槍採用沉重的槍身和裝在槍口的高效能大型凹槽型制退器以吸收大量的後座力，使得其後座力變得非常溫和。
由於大型槍口制退器無法直接裝上消聲器，因此需要利用槍管可在不需要任何工具下拆卸的特點更換一根可加裝消聲器的槍管。
由於風行者系列步槍沒有設置護木，為了避免兩腳架的位置太靠後，因而將其安裝在機匣下方、彈匣前方的向前伸出的導桿上。
伸縮式槍托設計具有多個檔位可以調節。其伸縮式槍托是由塑料製成。
風行者系列步槍被設計成能夠在不需要任何工具，於不到一分鐘以內就完成分解成兩個部分，縮短攜帶的長度以便運送和儲存。
2001年，風行者步槍還將其品牌的機匣提供給CheyTac並且讓後者研發及出售發射.408 CheyTac或.375 CheyTac子弹的CheyTac“干預”系列狙擊步槍。
在2006年年底，比爾·里奇（英語：Bill Ritchie）把風行者的機匣設計和製造權出售了給復仇女神武器公司（英語：Nemesis Arms）的大衛·艾夫斯（英語：David Ives）。復仇女神武器公司生產的機匣可以通過轉換一些零件，使得風行者步槍能夠發射.308 Winchester（和7.62×51 NATO）口徑步枪子彈。
風行者M96曾經被選中了在2003年1月發行的執法機關技術（英語：Law Enforcement Technology）.50 BMG步槍文章上刊登。
EDM ARMS公司有2個生產線設施，分別在犹他州哈根和亞利桑那州奇諾谷。
迄今（2012年）為止，EDM ARMS已經生產了超過3,000枝風行者步槍，並且在所有的州份內銷售。這武器亦被部署在阿富汗和伊拉克。而.50 BMG口徑的M96是最大的賣方。

## 使用國
- 美国
  - 美國特種作戰司令部[4]
- 加拿大
- 土耳其
  - 土耳其總參謀部特種部隊指揮部

## 資料來源
1. ↑  .   [2011-06-03]. （原始内容存档于2020-11-24）. （页面存档备份，存于）
2. ↑  .   [2010-10-11]. （原始内容存档于2010-05-07）. （页面存档备份，存于）
3. ↑  .   [2010-10-11]. （原始内容存档于2012-08-20）. （页面存档备份，存于）
4. ↑  EDM Arms M96 Windrunner .50 - International Distributor of the Finest Firearms 的存檔，存档日期2012-04-24.

## 外部連結
- （英文）—EDM Arms （页面存档备份，存于）
- （英文）—Tactical-Life.com—The Dirty Dozen: Today’s Top 12 .50 BMG Rifles （页面存档备份，存于）
- （简体中文）—D Boy Gun World（槍炮世界）—
  - 风行者M96步枪 （页面存档备份，存于）
  - 风行者M98步枪 （页面存档备份，存于）